# Ctenophorus chapmani
Espèce
Synonymes
- Amphibolurus adelaidensis chapmani Storr, 1977
- Ctenophorus adelaidensis chapmani (Storr, 1977)

Ctenophorus chapmani est une espèce de sauriens de la famille des Agamidae.

## Répartition
Cette espèce est endémique d'Australie. Elle se rencontre sur la côte en Australie-Méridionale et en Australie-Occidentale.

## Étymologie
Cette espèce est nommée en l'honneur d'Andrew Chapman.

## Publication originale
- Storr, 1977 : The Amphibolurus adelaidensis species group (Lacertilia, Agamidae) in Western Australia. Records of the Western Australian Museum, vol. 5, no 1, p. 73-81 (texte intégral).